# Parafia św. Józefa w Łodzi (Ruda)
Parafia pw. Świętego Józefa Oblubieńca Najświętszej Maryi Panny w Łodzi – parafia rzymskokatolicka znajdująca się w archidiecezji łódzkiej w dekanacie Łódź-Retkinia-Ruda.
Erygowana 15 lipca 1917 roku. Mieści się przy ulicy Farnej. Kościół parafialny wybudowany w latach 1937–1953 według projektu arch. Wacława Kowalewskiego.

## Proboszczowie
Źródło: strona archidiecezji
- ks. Franciszek Potapski (1917–1926)
- ks. Mieczysław P. Lewandowicz (1926–1932)
- ks. Wadysław Ciesielski (1932–1941)
- ks. Józef Zawiejski (1945)
- ks. Adam Nowak (1945–1959)
- ks. Henryk Błaszczyk (1959–1976)
- ks. Józef Ambrozi (1976–2001)
- ks. Edward Nastałek (2001–2004)
- ks. Henryk Eliasz (2004–2011)
- ks. Jerzy Pacholski (2011–2016)
- ks. Jacek Kubis (2016–2018)
- ks. Andrzej Miłosz (2018–2021)[3]
- ks. Adam Rogulski (od 2021)